# تپه اطراف شهر سوخته ۲۹۸
تپه اطراف شهر سوخته شماره ۲۹۸ مربوط به دوره هخامنشی است و در شهرستان زابل، بخش شیب آب، دهستان لوتک، روستای حومهٔ شهر سوخته، ۱۶/۶۵۰ کیلومتری جنوب پایگاه باستان‌شناسی شهر سوخته واقع شده و این اثر در تاریخ ۲۳ بهمن ۱۳۸۵ با شمارهٔ ثبت ۱۷۲۹۸ به‌عنوان یکی از آثار ملی ایران به ثبت رسیده است.